# Guillema de Cabrera
Guillema de Cabrera (?-1277) fue concubina de Jaime I de Aragón y esposa de Bernat de Cabrera (llamado también Berenguer)  -muerto el 1248-, castellano de los castillos de Cabrera y señor de Voltregà. Considerada hija del conde Hugo IV de Ampurias.
Fruto de su relación con el rey en 1250 recibió el Castillo de Eramprunyá, y dos años después le fue otorgado el contrato de concubinaje y el castillo y la villa de Tarrasa, propiedades que después en el 1274 permutó con el rey por el castillo y la villa de Gurb, a la vez que le era confirmada la consigna sobre el castillo de Tarrasa que había hecho a favor de su hijo Arnau de Cabrera y de la mujer de este, Sibila de Saga -la cual fue la última concubina de Jaime I-.